# Рей Каллен
Реймонд Мюррей Каллен (англ. Raymond Murray Cullen, нар. 20 вересня 1941, Сент-Кетерінс — 14 березня 2021) — канадський хокеїст, що грав на позиції центрального нападника. Володар Пам'ятної нагороди Дадлі «Реда» Гарретта.
Його брати — Беррі Каллен та Браян Каллен, також були хокеїстами НХЛ.

## Ігрова кар'єра
Хокейну кар'єру розпочав 1958 року.
Протягом професійної клубної ігрової кар'єри, що тривала 7 років, захищав кольори команд «Ванкувер Канакс», «Міннесота Норт-Старс», «Детройт Ред-Вінгс» та «Нью-Йорк Рейнджерс».
Загалом провів 333 матчі в НХЛ, включаючи 20 ігор плей-оф Кубка Стенлі.

## Статистика
| Сезон        | Клуб                   | Ліга         | Регулярний сезон | Регулярний сезон | Регулярний сезон | Регулярний сезон | Регулярний сезон | Плей-оф | Плей-оф | Плей-оф | Плей-оф | Плей-оф |
| Сезон        | Клуб                   | Ліга         | І                | Г                | П                | О                | ШХ               | І       | G       | П       | О       | ШХ      |
| ------------ | ---------------------- | ------------ | ---------------- | ---------------- | ---------------- | ---------------- | ---------------- | ------- | ------- | ------- | ------- | ------- |
| 1958–59      | «Сент-Кетерінс Тіпіс»  | ХЛО          | 54               | 19               | 14               | 33               | 46               | 7       | 1       | 1       | 2       | 0       |
| 1959–60      | «Сент-Кетерінс Тіпіс»  | ХЛО          | 48               | 48               | 29               | 77               | 60               | 17      | 15      | 17      | 32      | 20      |
| 1960–61      | «Сент-Кетерінс Тіпіс»  | ХЛО          | 45               | 24               | 50               | 74               | 56               | 6       | 2       | 2       | 4       | 10      |
| 1961–62      | «Сент-Кетерінс Тіпіс»  | ХЛО          | 50               | 36               | 42               | 78               | 63               | 6       | 4       | 2       | 6       | 0       |
| 1962–63      | «Ноксвілль Найтс»      | СХЛ          | 67               | 66               | 43               | 109              | 32               | 5       | 4       | 1       | 5       | 0       |
| 1963–64      | «Сент-Люїс Брейвс»     | ЦПХЛ         | 63               | 46               | 52               | 98               | 24               | —       | —       | —       | —       | —       |
| 1964–65      | «Баффало Бізонс»       | АХЛ          | 70               | 28               | 36               | 64               | 18               | 9       | 3       | 6       | 9       | 17      |
| 1965–66      | «Нью-Йорк Рейнджерс»   | НХЛ          | 8                | 1                | 3                | 4                | 0                | —       | —       | —       | —       | —       |
| 1965–66      | «Балтімор Кліпперс»    | АХЛ          | 63               | 27               | 46               | 73               | 40               | —       | —       | —       | —       | —       |
| 1966–67      | «Детройт Ред-Вінгс»    | НХЛ          | 27               | 8                | 8                | 16               | 8                | —       | —       | —       | —       | —       |
| 1966–67      | «Піттсбург Горнетс»    | АХЛ          | 28               | 15               | 14               | 29               | 8                | —       | —       | —       | —       | —       |
| 1967–68      | «Міннесота Норт-Старс» | НХЛ          | 67               | 28               | 25               | 53               | 18               | 14      | 2       | 6       | 8       | 2       |
| 1968–69      | «Міннесота Норт-Старс» | НХЛ          | 67               | 26               | 38               | 64               | 44               | —       | —       | —       | —       | —       |
| 1969–70      | «Міннесота Норт-Старс» | НХЛ          | 74               | 17               | 28               | 45               | 8                | 6       | 1       | 4       | 5       | 0       |
| 1970–71      | «Ванкувер Канакс»      | НХЛ          | 70               | 12               | 21               | 33               | 42               | —       | —       | —       | —       | —       |
| Усього в АХЛ | Усього в АХЛ           | Усього в АХЛ | 161              | 70               | 96               | 166              | 66               | 9       | 3       | 6       | 9       | 17      |
| Усього в НХЛ | Усього в НХЛ           | Усього в НХЛ | 313              | 92               | 123              | 215              | 120              | 20      | 3       | 10      | 13      | 2       |